# Fumio Demura
Fumio Demura (jap. 出村文男 Demura Fumio; ur. 15 września 1938 w Jokohamie, zm. 24 kwietnia 2023) – posiadacz stopnia 9 dan w karate (styl shitō-ryū) i tytułu shihan, jeden z największych ekspertów w dziedzinie sztuk walki wręcz oraz kobudō. Był przywódcą międzynarodowej organizacji Karate-do Shito-ryu Genbu-kai International, reprezentowanej w 25 krajach.

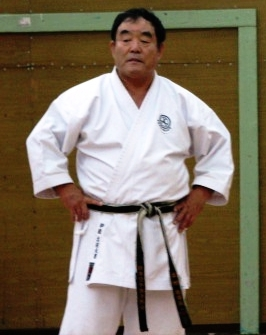
Fumio Demura na seminarium Genbu-kai w Warszawie, listopad 2006

Mistrz Demura rozpoczął swoją praktykę sztuk walki już w szkole podstawowej. Najpierw studiował kendō, a później rozpoczął praktykę karate. Podczas studiów ekonomicznych na uniwersytecie Nihon w Tokio, trenował shitō-ryū oraz kobudō. Jego nauczycielami byli wielcy mistrzowie: Kenshin Taira oraz Ryusho Sakagami. W 1961 Fumio Demura zajął pierwsze miejsce w zawodach kumite i zdobył tytuł mistrza Japonii wszystkich stylów. Później również brał udział w licznych turniejach i zdobywał wiele nagród, dyplomów od Ogólnokrajowej Federacji Karate.
Od 1965 Fumio Demura zajął się popularyzacją karate shitō-ryū w Stanach Zjednoczonych. Przybył tam na zaproszenie Dana Ivana (amerykańskiego działacza karate, który później też współtworzył Japan Karate-do Federation). Zainteresowanie w Ameryce okazało się tak duże, że Fumio Demura mieszkał tam do śmierci i nauczał karate w swoim dojo w Santa Ana, w Kalifornii.
Shihan Fumio Demura podróżował po całym świecie, prowadził międzynarodowe seminaria, był zapraszany przez organizacje sztuk walki (nie tylko shitō-ryū), popularyzował styl shitō-ryū. Wiele klubów na całym świecie prosiło go o współpracę, o przyjęcie do jego organizacji – Genbu-kai.
Mistrz Demura był zapraszany do współpracy przy różnych produkcjach filmowych. W 1973 brał udział w kilku filmach kręconych w Hongkongu, później natomiast (od 1975) – w produkcjach Hollywood. Na jego koncie znajdują się takie filmy, jak Wyspa Doktora Moreau, Karate Kid (scenariusz tego filmu został specjalnie napisany z myślą o Fumio Demurze w roli mistrza Kesuke Miyagiego, Demura jednak się nie zgodził, twierdząc, że nie ma talentu aktorskiego i poprzestał na dublowaniu Pata Mority w sekwencjach walk), a także Wschodzące słońce (z Seanem Connerym i Wesleyem Snipesem, rola yakuzy) i Mortal Kombat z 1995 roku (choreografia walk). Mistrz Demura współpracował m.in. z takimi postaciami jak Bruce Lee, Chuck Norris, Steven Seagal, czy Tom Cruise.
W 2014 pojawił się film dokumentalny „The Real Miyagi”, poświęcony w całości mistrzowi Demurze.
Shihan Demura był w Polsce pięć razy, za każdym razem będąc głównym gościem na organizowanych w Warszawie międzynarodowych seminariach. Ostatnia jego wizyta odbyła się w dniach 22–24 marca 2014, na zaproszenie polskiego oddziału Genbu-Kai.